# Emil Frost
Emil Frost (* 23. Oktober 1920 in Heiligenstein, Ostpreußen; † 25. März 2003) war Oberbürgermeister von Stralsund.
Er besuchte bis 1936 ein Gymnasium in Leipzig und wurde nach dem Reichsarbeitsdiensteinsatz 1936/1937 von 1937 bis 1939 bei der Lufthansa in Berlin zum Flugzeugpiloten ausgebildet. Im Kriegsdienst wurde er in Polen, Frankreich, Norwegen und in der Sowjetunion eingesetzt, hier geriet er am 1. September 1941 in Kriegsgefangenschaft. Er besuchte in der Kriegsgefangenschaft antifaschistische Schulungen und war ab Februar 1944 auf Seiten der Sowjetarmee an der Front tätig.
Emil Frost war seit Mai 1945 auf Anordnung des Frontstabs der II. Weißrussischen Front nach der Einnahme Stralsunds als Bürgermeister in der neuen Stadtverwaltung unter Oberbürgermeister Otto Kortüm tätig. Er war Mitglied der Kommunistischen Partei (KPD) und später der Sozialistischen Einheitspartei (SED). Am 6. Mai 1945 wurde Frost durch den sowjetischen Stadtkommandanten zum Oberbürgermeister ernannt und löste damit Otto Kortüm ab; am 17. Mai 1945 wurde Otto Kortüm wieder zum Oberbürgermeister ernannt und Emil Frost zum Bürgermeister. Nachdem Otto Kortüm zum 27. August 1945 endgültig vom Amt des Oberbürgermeisters abberufen wurde, ernannte die sowjetische Stadtkommandantur Emil Frost zum Oberbürgermeister.
Am 5. Mai 1950 wurde sein Nachfolger Hermann Salinger durch die Stadtverordnetenversammlung zum Oberbürgermeister gewählt.
Emil Frost siedelte 1961 von der Deutschen Demokratischen Republik in die Bundesrepublik Deutschland über und arbeitete dort bis zu seiner Berentung 1978. Er war verheiratet und lebte zuletzt in Neuhofen.